# 塞凡
40°33′18″N 44°57′13″E / 40.55500°N 44.95361°E

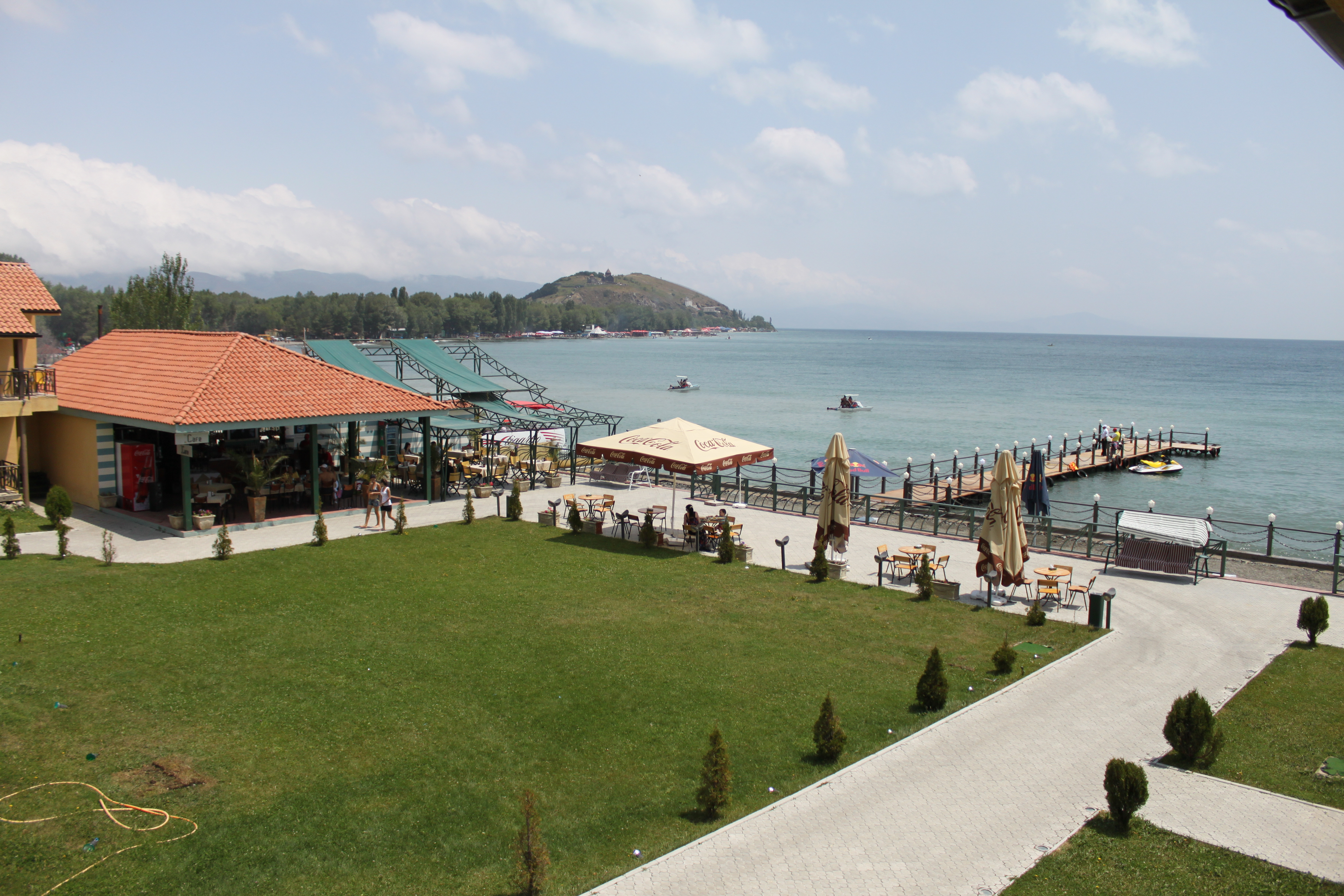

塞凡是亞美尼亞的城市，位於該國中部塞凡湖沿岸，距離葉里溫85公里，始建於1842年，面積26.75平方公里，海拔高度1,900米，每年平均降雨量497毫米，2009年人口23,200。